# Los Bambúes
Los Bambúes är en ort i Mexiko.   Den ligger i kommunen Altamirano och delstaten Chiapas, i den sydöstra delen av landet, 800 km öster om huvudstaden Mexico City. Los Bambúes ligger 765 meter över havet och antalet invånare är 303.
Terrängen runt Los Bambúes är kuperad åt sydväst, men åt nordost är den bergig. Los Bambúes ligger nere i en dal. Runt Los Bambúes är det ganska glesbefolkat, med 28 invånare per kvadratkilometer. Närmaste större samhälle är El Prado Pacayal, 10,0 km nordost om Los Bambúes. I omgivningarna runt Los Bambúes växer i huvudsak städsegrön lövskog.